# NGC 6037
NGC 6037 is een spiraalvormig sterrenstelsel in het sterrenbeeld Slang. Het hemelobject werd op 23 juli 1864 ontdekt door de Duitse astronoom Albert Marth.

## Synoniemen
- MCG 1-41-9
- ZWG 51.31
- NPM1G +03.0495
- KCPG 480A
- PGC 56947